# أنطونيو بيكولو
أنطونيو بيكولو (بالإيطالية: Antonio Piccolo)‏ هو لاعب كرة قدم إيطالي في مركز حراسة المرمى، ولد في 18 يوليو 1990 في بوميليانو داركو في إيطاليا. شارك مع منتخب إيطاليا تحت 20 سنة لكرة القدم. أما مع النوادي، فقد لعب مع نادي تورينو ويوفنتوس.